# Saint-Gervais (Isère)
Saint-Gervais é uma comuna francesa na região administrativa de Auvérnia-Ródano-Alpes, no departamento de Isère. Estende-se por uma área de 13,15 km². Em 2010 a comuna tinha 549 habitantes (densidade: 41,7 hab./km²).